# ريكي زووم
ريكي زووم (بالإنجليزية: Ricky Zoom)‏ هو مسلسل رسوم متحركة كوميدي من إنتاج شركة Entertainment One و ماغا أنيميشن ستوديو، و يوكو، و تيم تو، و راي راجازي، و Frog Box.